# محمد عبد الله اليدومي
العقيد محمد عبد الله علي اليدومي (1947)، ترأس حزب التجمع اليمني للإصلاح منذ 6 يناير 2008م، حيث أقرت الهيئة العليا للحزب تكليفه بمهام رئيس الهيئة العليا للتجمع خلفا للشيخ عبد الله الأحمر الذي توفي في 29 ديسمبر 2007، وذلك لحين عقد المؤتمر العام للحزب، المفترض عقده في عام 2011 م، إلا أن المؤتمر الغي نتيجة لتزامنه مع اندلاع الثورة الشبابية الشعبية السلمية .
يعد اليدومي مؤسسا لجريدة الصحوة اليمنية، وهو من مواليد عام 1947م في تعز إلا أصله من ذي يدوم قرب صنعاء، تخرج من أكاديمية الشرطة في مصر،وعمل في الأمن العام اليمني والأمن السياسي وجهاز الاستخبارات اليمنية إلي أن تم وقف عمله.
تعين عام 1973م ضابطًا في الأمن العام، ثم ضابطًا في الأمن السياسي، وتولى مناصب رفيعة فيه، وترقى عسكريًا إلى رتبة عقيد، وفي عام1984م جمّد عمله في الأمن السياسي، وأسس عام 1985م الصحوة الأسبوعية لسان حال الحركة الإسلامية في اليمن، ورأس تحريرها حتى عام 1994م، حيث انتخب أمينًا عامًا مساعدًا لحزب التجمع اليمني للإصلاح، ثم انتخب أمينًا عامًا لهذا الحزب لأكثر من دورة.
تم تعيينه مستشاراً لرئيس الجمهورية اليمنية في 16 فبراير عام 2014 بقرار جمهوري رقم 22 لعام 2014

## نشأته وحياته
أصله من قرية ذي يدوم، في مديرية خولان الطيال، في محافظة صنعاء، ولد ونشأ في مدينة تعز، ودرس المرحلتين الابتدائية والإعدادية في مصر، ثم عاد إلى اليمن، ودرس الثانوية في مدينة صنعاء، ثم ابتعث إلى أكاديمية الشرطة في مصر، وتخرج منها عام 1973م، كما حصل بعد ذلك على شهادة الليسانس من قسم التاريخ في كلية الآداب بجامعة صنعاء.

## مؤلفاته
كتاب لكي تستقيم الخطى- صدر عن مكتبة خالد ابن الوليد - صنعاء

## المناصب
-القائم بأعمال رئيس الهيئة العليا لحزب التجمع اليمني للإصلاح تم إختياره في 6 يناير 2008 
-مستشار رئيس الجمهورية اليمنية ، تم تعيينه بقرار جمهوري في 16 فبراير 2014
-الأمين العام الأسبق لحزب التجمع اليمني للإصلاح

## اقتحام منزله من الحوثيين
أقتحم الحوثيين منزل رئيس حزب الإصلاح «محمد اليدومي» في أبريل 2015 للبحث عنه، وذلك بعد حملة أعتقالات شنها الحوثيين طالت العديد من قادة حزب التجمع اليمني للإصلاح في أبريل 2015،  بعد شن السعودية ضربات جوية واسعة ضد الحوثيين والوحدات العسكرية الموالية لعلي عبد الله صالح.
حيث أختطف الحوثيون 122 من قادة حزب الإصلاح، بينهم أعضاء مجلس شورى الأصلاح، وأعضاء الهيئة العليا للحزب، بينهم محمد حسن دماج ومحمد قحطان،  وداهموا منازل العديد من قادة الحزب بينهم محمد اليدومي وعبد الوهاب الآنسي وعبد المجيد الزنداني وزيد علي حميد الشامي وحمود هاشم الذارحي وحسن اليعري، وعبد الله صعتر وعدد من البرلمانيين وعشرات من أعضاء الحزب ومؤيديه.

## وصلات خارجية
- مستقبل التحالف السياسي الحاكم في اليمن، برنامج بلا حدود، الجزيرة نت، 7 مارس 2001م

مسؤول حكومي